# Eilema depressa
Buff Footman (Eilema depressa) là một loài bướm đêm thuộc phân họ Arctiinae, họ Erebidae. Nó được tìm thấy ở miền tây châu Âu qua châu Á đến Nhật Bản.

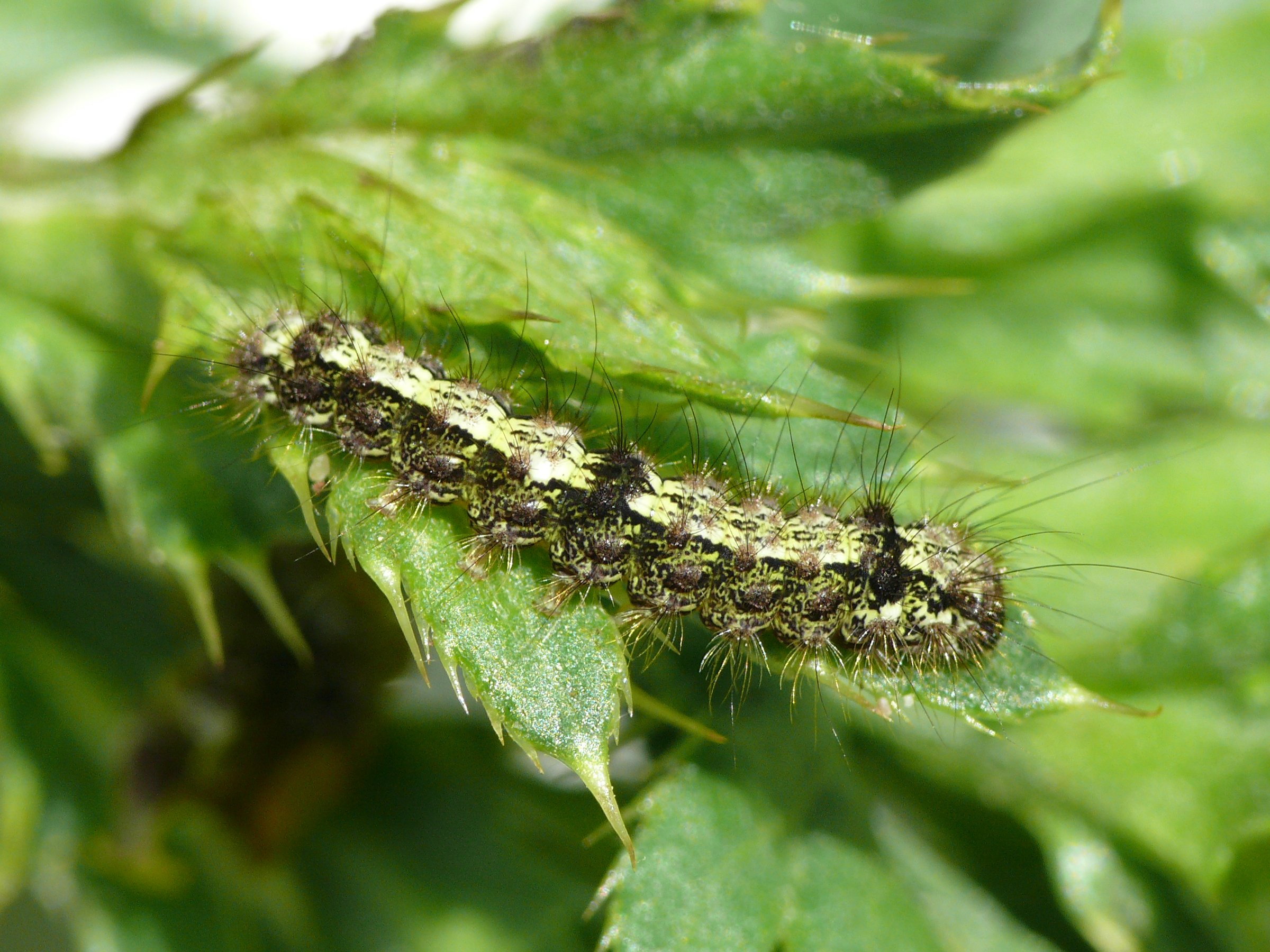
sâu bướm

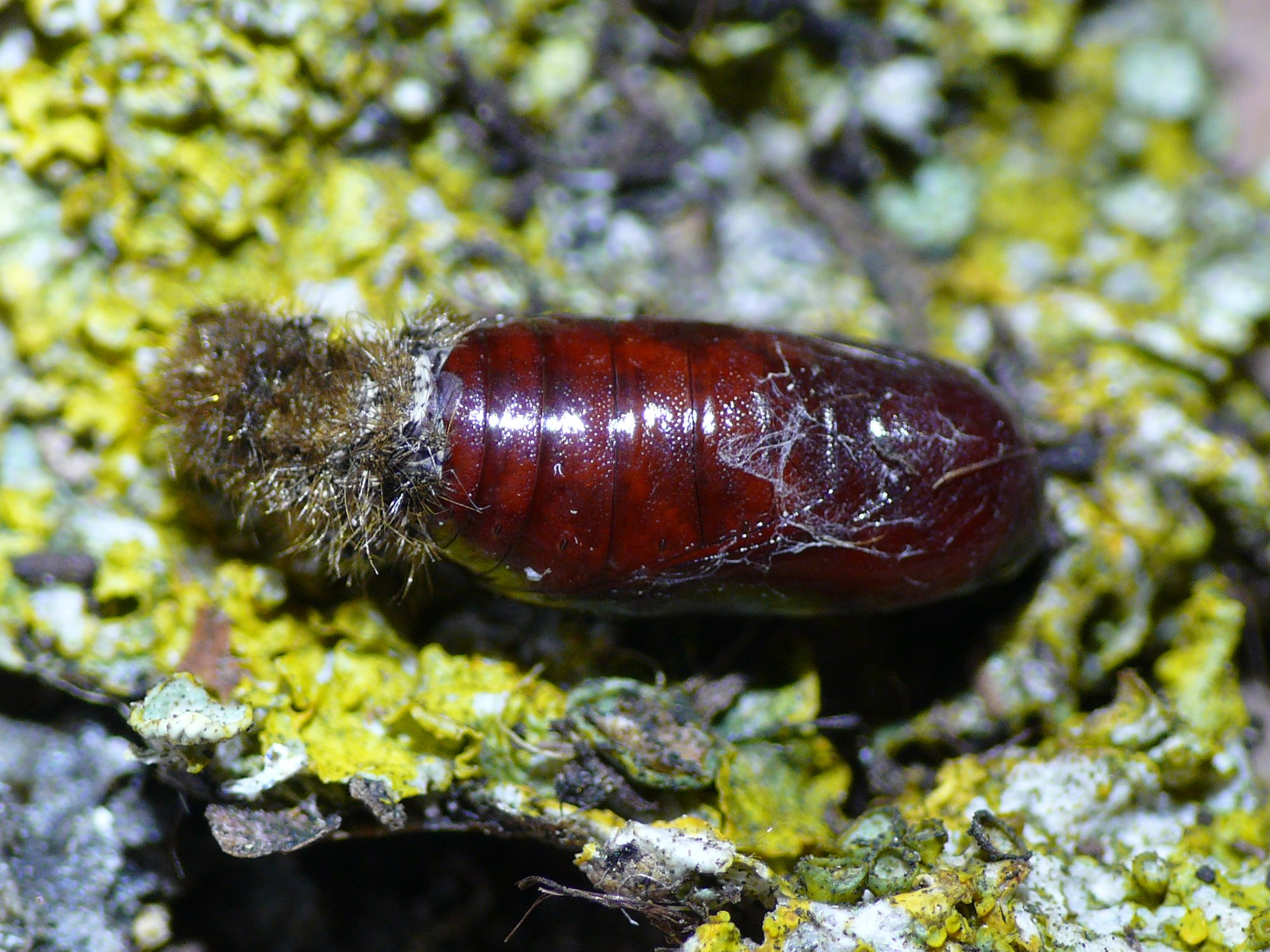
Pupa

Chiều dài cánh trước là 15–17 mm. Con trưởng thành bay từ tháng 6 đến tháng 9 tùy theo địa điểm.
Ấu trùng ăn Lichen và tảo, đặc biệt là Pinophyta, nhưng cũng ăn sồi và Calluna.

## Hình ảnh

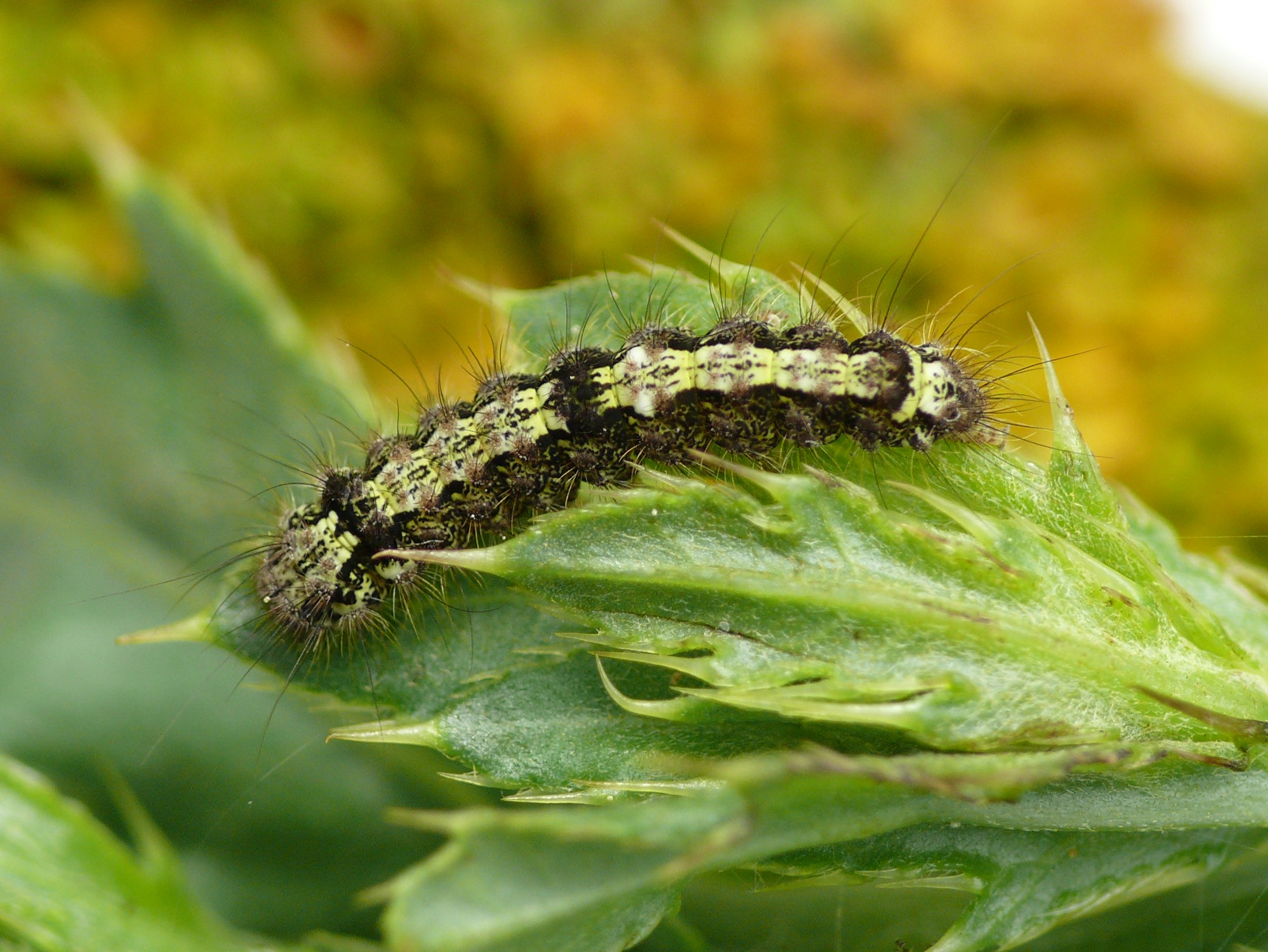
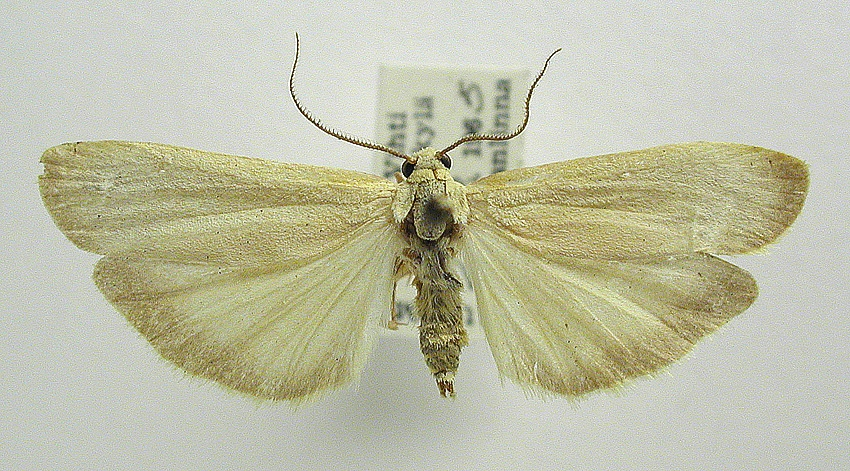
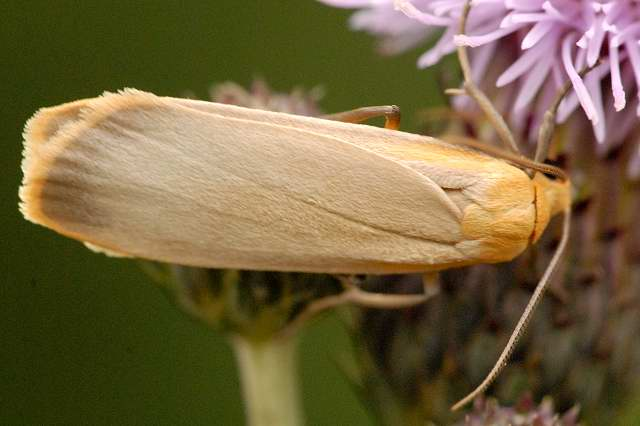
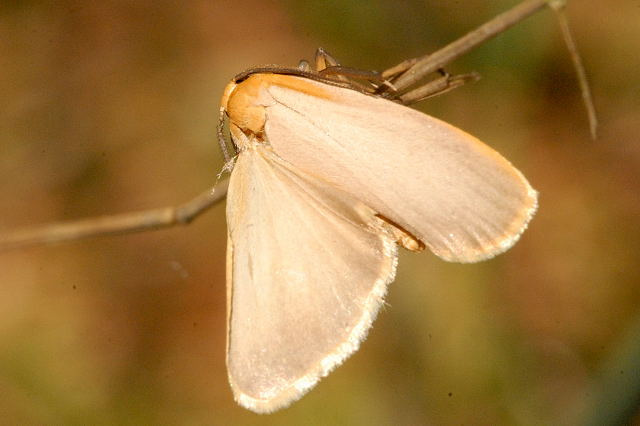